# بریدی الیسون
بریدی الیسون (انگلیسی: Brady Ellison؛ زادهٔ ۲۷ اکتبر ۱۹۸۸) یک کماندار اهل ایالات متحده آمریکا است.